# برندرمیل (ویرجینیا)
برندرمیل، ویرجینیا (انگلیسی: Brandermill, Virginia) در بخش جنوبی ریچموند، ویرجینیا و نزدیک میدلوتیان، ویرجینیا واقع است. در سرشماری ۲۰۱۰ ایالات متحده آمریکا- اداره آمار یک حوزه سرشماری با جمعیت ۱۳٫۱۷۳ ثبت شده‌است.